# Tussen wal en schip
Tussen wal en schip was een Vlaams-Nederlandse dramaserie die van 1976 tot 1977 tegelijk op de BRT en op VARA werd uitgezonden. De titel is gebaseerd op de uitdrukking "tussen wal en schip vallen". Het scenario, gebaseerd op de schippersstaking van 1975, was van de Vlaamse schrijver Libera Carlier en Richard Hendrickx.
De reeks gaat over schipper Ben Seinen (Kees Brusse) en zijn vrouw Martha (Dora van der Groen), die varen op hun spits Actief. De grote reder Glas (Bob de Lange), probeert op allerlei manieren alle schippers onder zijn contract te krijgen.

## In populaire cultuur
In het Suske en Wiskealbum De olijke olifant (1977) valt Wiske op zeker moment in een rivier, waarna ze door een man en een vrouw op een lichter uit het water wordt gevist. Als de vrouw van de schipper zegt dat er een meisje in het water is gevallen, vraagt de man: "Waar?!" Hierop zegt de vrouw: "Tussen wal en schip", wat in grote drukletters is weergegeven als dubbele knipoog naar de gelijknamige televisieserie. Hun namen, Ben en Martha, zijn een extra hint.